# هیرواکی نامبا
هیرواکی نامبا (انگلیسی: Hiroaki Namba؛ زادهٔ ۹ دسامبر ۱۹۸۲) بازیکن فوتبال اهل ژاپن است.
از باشگاه‌هایی که در آن بازی کرده‌است می‌توان به باشگاه فوتبال یوکوهاما، باشگاه فوتبال ویسل کوبه، و باشگاه ورزشی توچیگی اشاره کرد.